# گیرنده استروژن
گیرنده استروژن (انگلیسی: Estrogen receptor) گروهی از پروتئین‌ها هستند که در درون سلول قرار دارند. این پروتئین‌ها، گیرنده‌هایی هستند که توسط هورمون استروژن (۱۷ بتا-استرادیول) فعال می‌شوند. دو گروه از این گیرنده‌ها در بدن انسان موجود است: گیرنده‌های استروژن هسته (ERα و ERβ) که عضوی از خانوادهٔ گیرنده‌های هسته‌ای داخل‌سلولی هستند و همچنین گیرنده غشایی استروژن (ER-X ، GPER و Gq-mER) که گیرنده‌های جفت‌شونده با پروتئین جی هستند. این مقاله به گروه اول (گیرنده‌های هسته‌ای) می‌پردازد.
هنگامی که این گیرنده‌ها توسط استروژن فعال می شوندِ به درون هستهٔ سلول نقل مکان می‌کنند و به دی‌ان‌ای متصل می‌شوند تا فعالیت چند ژن را تغییر دهند. (نوعی فاکتور رونویسی است). با این حال، چندین عمل مستقل از دی‌ان‌ای نیز برای این پروتئین‌ها یافت شده‌است.
از آنجایی که استروژن یک هورمون استروییدی است، می‌تواند به‌راحتی از خلال غشاء دولایه لیپیدی سلول عبور کند و در نتیجه، نیازی نیست که گیرنده‌هایش متصل به پوستهٔ سلول باشند تا بتوانند به استروژن وصل شوند.
به عنوان گیرنده‌های هورمون جنسی، گیرنده‌های استروژن (ERs) در کنار گیرنده‌های آندروژن (ARs) و گیرنده‌های پروژسترون (PRs) نقش مهمی در بلوغ جنسی و آبستنی ایفا می‌کنند.
گیرنده‌های استروژن را نخستین بار الوود وی. ینسن در دانشگاه شیکاگو کشف کرد که جایزه لسکر را برایش به ارمغان آورد. ژن سازندهٔ گیرندهٔ ERβ را کوپر و همکاران در سال ۱۹۹۶ میلادی در پروستات و تخمدان موش صحرایی شناسایی کردند.

## لیگاند

### آگونیست‌ها
- استروژن‌های درون‌زاد: استرادیول، استرون، استریول، استترول
- فراورده‌های طبیعی استروژن: استروژن کونژوگه
- ترکیبات آلی استروژن: اتینیل استرادیول و دی‌اتیل‌استیل بسترول

### عملکرد دوگانه
- فیتواستروژن‌ها: کومسترول، دایدزئین، جنیستئین و میرواسترول
- تعدیل‌کننده‌های انتخابی گیرنده استروژن: تاموکسیفن، کلومیفن سیترات و رالوکسیفن

### آنتاگونیست‌ها
- ضد استروژن‌ها: فولوسترانت، ICI-164384 و اتاموکسی‌تری‌فتول

## اهمیت بالینی

### سرطان
گیرنده‌های استروژن در حدود ۷۰٪ سرطان‌های پستان بیش از حد طبیعی بیان می‌شود که به آن «ER-مثبت» می‌گویند و می‌توان آنرا با روش‌های ایمونوهیستوشیمی در بافت‌های سرطانی اثبات کرد. دو مکانیسم برای توضیح علتِ سرطان‌زایی این فرایند وجود دارد که شواهد علمی نشان می‌دهد هر دو مکانیسم در بروز سرطان مشارکت دارند:
- اول آنکه، اتصال استروژن به گیرنده‌های استروژنی، رشد غدد شیری را تشدید می‌کند و طبیعتاً این موضوع، سرعتِ تقسیم سلول و همانندسازی دی‌ان‌ای را زیاد می‌کند و احتمال جهش را بالا می‌برد.
- متابولیسم استروژن منجر به تشکیل مواد سمی برای ژن‌ها می‌شود.

هر دو مکانیسم فوق به چرخه سلول، آپوپتوز و بازسازی دی‌ان‌ای آسیب می‌زند و احتمال تشکیل تومور را زیادتر می‌کند.
علاوه بر سرطان پستان، هورمون استروژن و گیرنده‌هایش در بروز سرطان تخمدان، سرطان روده بزرگ، سرطان پروستات و سرطان مخاط رحم هم نقش دارند. سرطان‌های پیشرفتهٔ رودهٔ بزرگ با از دست رفتن گیرندهٔ ERβ (که گیرندهٔ اصلی استروژن در رودهٔ بزرگ است) همراه است و اینگونه سرطان‌ها با آگونیست‌های اختصاصی ERβ درمان می‌شوند.
برای درمان آندوکرینی سرطان پستان از تعدیل‌کننده‌های انتخابی گیرنده استروژن (SERMS) همچون تاموکسیفن و همچنین بازدارنده‌های آروماتاز همچون آناستروزول استفاده می‌شود. از ارزیابی وضعیت ER در بافت پستان جهت بررسی احتمال پاسخ‌دهی سرطان پستان به داروهایی نظیر [تاموکسیفن و بازدارنده‌های آروماتاز استفاده می‌شود. از رالوکسیفن جهت پیشگیری از بروز سرطان پستان در گروه‌های پُر خطر استفاده می‌شود. داروی فولوسترانت یک آنتاگونیست کامل استروژن است و از تخریب گیرنده‌های استروژنی جلوگیری می‌کند.

### یائسگی
اثرات متابولیک استروژن در بانوان یائسه، احتمالاً با چندریختی ژنی گیرندهٔ ER-β مرتبط است.

### پیری
مطالعات انجام شده در موش‌های ماده نشان داده‌است که میزان گیرندهٔ ERα در هستهٔ پری‌اُپتیک هیپوتالاموس آنها، با افزایش سن کم می‌شود. موش‌هایی که در بیشتر دوران زندگی خود محدودیت کالری سفت‌وسخت داشتند، در سنین پیری سطح گیرندهٔ ERα بالاتری در این ناحیهٔ از مغز خود داشتند.

### چاقی
بخش از اطلاعات موجود در زمینهٔ اهمیت استروژن در تنظیم ذخیرهٔ چربی بدن، از جانداران دستکاری‌شده ژنتیکی به‌دست می‌آید که ژن‌هایشان به گونه‌ای دستکاری شده که ژن آروماتاز سالمی نداشته باشند. این موش‌ها استروژن کمی دارند و چاق هستند. چاقی همچنین در موش‌هایی که فاقد گیرنده هورمون محرکه فولیکولی هستند، مشاهده می‌شود. اثرات استروژن اندک بر روی بروز چاقی را به ERα نسبت داده‌اند.